# 高松市道木太鬼無線
高松市道木太鬼無線（たかまつしどうきたきなしせん）は、香川県高松市木太町字小原から高松市鬼無町藤井へ至る市道である。路線番号はM0046。
石清尾山塊によって分断された高松市中部と西部を結び、また人口密集地である高松市中部郊外地域を貫通する重要性の高い幹線道路として現在整備中である。また、本路線の完成により朝夕の通勤ラッシュで特に著しい交通渋滞が発生している産業道路（県道176号檀紙鶴市線）や中心市街地の渋滞緩和に効果が期待されている。

## 概要
高松市の中部郊外地域を東西に貫通している。現在は整備中区間が存在するため2区間に分かれているが、繋がれば高松市の都市計画道路の一翼を成す主要幹線道路となる。未供用の区間は県道43号中徳三谷高松線別線2（気象台南交差点） - 県道280号高松香川線（二ツ橋交差点）の1区間である。
当線は区画整理に伴って整備された区間が多く、宮前公民館前交差点 - 気象台西交差点は太田第2土地区画整理事業、三条二ツ橋交差点 - 高松南消防署西交差点（前田病院前）は南部第1土地区画整理事業の施行区域内である。

## 路線データ
- 本線（1Google マップ、2Google マップ、3Google マップ）
  - 起点：香川県高松市木太町字小原752番地1（県道43号中徳三谷高松線本線交点）
  - 終点：香川県高松市鬼無町藤井616番地1（藤井交差点・県道33号高松善通寺線交点）
- 総延長：7.54 km
- 幅員
  - 起点 - ことでん琴平線跨線橋：22 m
  - ことでん琴平線跨線橋前後：28 m
  - ことでん琴平線跨線橋 - 奥の池南交差点：22 m
  - 奥の池南交差点 - 峰山トンネル：16 m
  - 峰山トンネル：13 m
  - 峰山トンネル - JR予讃線アンダーパス：16 m
  - JR予讃線アンダーパス前後：25 m
  - JR予讃線アンダーパス - 終点：16 m
- 車線数
  - 起点 - 奥の池南交差点：4車線
  - 奥の池南交差点 - 終点：2車線
- 最高速度
  - 起点 - 奥の池南交差点：50 km/h
  - 御殿橋 - 終点：40 km/h

## 整備中区間
2022年（令和4年）現在、中間の1か所が未供用。高松市はこの路線を整備中の都市計画道路の中でも最重要路線に位置づけており、財源は2008年（平成20年）度までが国の臨時交付金（ガソリン暫定税率など）と市債を約半々、2009年（平成21年）度が道路特定財源の一般財源化で発生した新交付金を充てている。

### 県道43号 - 宮前公民館前交差点（現在の起点）
この区間は現在の起点から旧空港通りまでのわずか220 mほどの区間であるが、用地買収に応じていない地権者が多いため、工事は長期間にわたりストップしていたが、2020年（令和2年）12月にようやく工事が開始され、2022年（令和4年）10月22日に開通した。なお県道43号中徳三谷高松線本線の接続部分では、交差点の設置を見越して北方面からの右折レーン用地が反対車線に膨らむ形で確保されている。そのため県道を南方面から北進すると車線自体が歩道側に大きく蛇行しているため、スピードを落とすことを余儀なくされる。

### 気象台西交差点 - 三条二ツ橋交差点
この区間はことでん琴平線と御坊川を跨ぐ区間であり跨線橋の建設が必要である他、前後区間は住宅密集地で、かなりの住民が立ち退きを迫られることになるため、事業化の目途は立っていなかったが、2022年度に事業化され、用地買収が進められている。

## 橋梁
- 御殿橋（L=132.8 m、W=16.8 m）
- 本津川新橋（L=62.1 m、W=16.1 m）

## 都市計画道路指定
都市計画道路木太鬼無線は未供用部分も含め当市道全線に相当する。
都市計画道路木太鬼無線
- 指定部分：全線
- 路線番号：3・3・107
- 指定日：2001年3月12日[2]

## 沿革
- 2002年（平成14年）7月30日 - 太田第2土地区画整理事業による道路整備で宮前公民館前交差点（林道、旧空港通り交点） - 気象台東交差点（サン・フラワー通り交点）間が開通。
- 2018年（平成30年）7月2日 - 峰山トンネルを含む奥の池南交差点（県道172号川東高松線交点） - 御殿橋間が開通。トンネル西側区間の用地買収が難航し、5年遅れの開通となった。
- 2022年（令和4年）10月22日 - 県道43号中徳三谷高松線木太町向井北交差点から市道木太林線の宮前公民館前交差点までの東西228 m（木太工区）が午後3時に開通[3]。事業費は約5億円。

## 重複区間
なし

## 通過する自治体
- 香川県高松市
  - 木太地区
  - 太田地区
  - 本庁地区栗林町
  - 鶴尾地区
  - 弦打地区
  - 鬼無地区

## 交差・接続している道路
| 接続する道路 北← ＜市道木太鬼無線＞ →南            | 接続する道路 北← ＜市道木太鬼無線＞ →南   | 交差点         | 交差点 | 交差点   |
| -------------------------------------------------- | ----------------------------------------- | -------------- | ------ | -------- |
| 県道43号中徳三谷高松線本線                         | 県道43号中徳三谷高松線本線                |                | 高松市 | 木太地区 |
| ＜旧空港通り＞ 市道木太林線                        | ＜旧空港通り＞ 市道木太林線               | 宮前公民館前   | 高松市 | 木太地区 |
| 市道上福岡多肥下町線                               | 市道上福岡多肥下町線                      | 松縄中央       | 高松市 | 太田地区 |
| ＜サン・フラワー通り＞ 市道朝日町仏生山線          | ＜サン・フラワー通り＞ 市道朝日町仏生山線 | 気象台東       | 高松市 | 太田地区 |
| ＜伏石街道＞ 県道43号中徳三谷高松線別線2           | ＜伏石街道＞ 県道43号中徳三谷高松線別線2  | 気象台西       | 高松市 | 太田地区 |
| 御坊川                                             |                                           |                | 高松市 | 太田地区 |
| 本庁地区                                           |                                           |                | 高松市 |          |
| 市道花園町上之町線                                 | -                                         |                | 高松市 |          |
| ＜塩江街道＞ 県道280号高松香川線                   | ＜塩江街道＞ 県道280号高松香川線          | 三条二ツ橋     | 高松市 |          |
| 国道11号高松南バイパス                             | 国道11号高松南バイパス                    | 東ハゼ町       | 高松市 | 鶴尾地区 |
| 市道東ハゼ田村線                                   | 市道東ハゼ田村線                          | 高松南消防署西 | 高松市 | 鶴尾地区 |
| 県道266号勅使室新線                                | 県道266号勅使室新線                       | 土居の宮       | 高松市 | 鶴尾地区 |
| 県道172号川東高松線                                | 県道172号川東高松線                       | 奥の池南       | 高松市 | 鶴尾地区 |
| 峰山トンネル                                       |                                           |                | 高松市 | 鶴尾地区 |
| 弦打地区                                           |                                           |                | 高松市 |          |
| 香東川                                             | 香東川                                    | 御殿橋         | 高松市 |          |
| ＜香東川自転車道＞ 県道269号塩江香川高松自転車道線 |                                           |                | 高松市 |          |
| ＜産業道路＞ 県道176号檀紙鶴市線                   | ＜産業道路＞ 県道176号檀紙鶴市線          | 鶴市本村       | 高松市 |          |
| ＜旧丸亀街道＞ 県道175号衣掛郷東線                 | ＜旧丸亀街道＞ 県道175号衣掛郷東線        | 本津川新橋東詰 | 高松市 |          |
| 本津川                                             | 本津川                                    | 本津川新橋     | 高松市 |          |
| 本津川                                             | 本津川                                    | 本津川新橋     | 高松市 | 鬼無地区 |
| ＜丸亀街道＞ 県道33号高松善通寺線                  | ＜丸亀街道＞ 県道33号高松善通寺線         | 藤井           |        |          |

※交差道路が灰色の起点部分、伏石街道 - 塩江街道は未開通部分